# Diplazium virescens
Diplazium virescens är en majbräkenväxtart som beskrevs av Gustav Kunze.
Diplazium virescens ingår i släktet Diplazium och familjen Athyriaceae. Utöver nominatformen finns också underarten Diplazium virescens sugimotoi.